# Юдифь из Бетулии
«Юдифь из Бетулии» (англ. Judith of Bethulia, 1913) — американский художественный фильм Дэвида Уорка Гриффита в четырёх частях.

## Сюжет
Сюжет фильма основан на ветхозаветной легенде о Юдифи и полководце Олоферне. В фильме чередуются четыре вида эпизодов: 1) история Юдифи; 2) история Натана и Наоми — образы обитателей Бетулии; 3) вид улиц Бетулии, наполненных толпой; 4) батальные сцены, где сняты конница, военный лагерь и бой. Из чередования этих эпизодов создается композиция картины. Каждая сцена длится несколько минут, затем её сменяет другая.
История Юдифи начинается с кадров, показывающих её дома. В строгом вдовьем одеянии она молится о спасении города. Затем она решает предстать перед воинами в лагере Олоферна среди блеска ассирийской роскоши. Юдифь борется с неожиданно вспыхнувшей в ней любовью к военачальнику и решает его убить.
Натан и Наоми — идиллические влюблённые. Их встречи символизируют собой мирный быт Бетулии. Они показываются то в окрестностях старого города, то у колодца, неподалёку от крепостных стен, то на городских улицах. Эпизоды эти кончаются тем, что Наоми похищает ассириец. В дальнейших кадрах она показана на первом плане среди толпы пленных. Натан же сражается на укреплениях, защищая родной город.
С этими сценами чередуются эпизоды, показывающие, как ассирийцы идут на приступ, в разведку, в бой, как они торжествуют победу. Быстрота, с какой они передвигаются, контрастирует с бездействием совещающихся жителей Бетулии. Но вот ассирийцы у городских укреплений. Люди на стенах охвачены отчаянием: войско противника отрезало город от колодца — единственного его источника воды. Во время осады старейшины выпускают Юдифь из города через потайной ход. И в тот момент, когда Бетулия как будто уже обречена, Юдифь вступает в шатёр Олоферна — и, охваченная волнением и страстью, забывает о предназначенном ей подвиге. Однако любовь к родному городу побеждает все другие чувства, и Юдифь отсекает мечом голову черноволосого ассирийца. Затем она возвращается в город через потайной ход и вручает голову старейшинам. Народ, погибающий от жажды, идет в атаку. Ассирийцы, лишившись полководца, бегут из своего стана, охваченного пламенем. Натан освобождает свою возлюбленную Наоми. Жители возвращаются в Бетулию. Юдифь по-прежнему носит вдовье одеяние.

## Художественные особенности
- «…Гриффит, впоследствии отрицавший, что он видел „Камо грядеши?“, создал свой фильм под явным влиянием итальянской школы…» (Жорж Садуль[1])
- Льюис Джекобс в 1939 году писал о фильме:«…Построение этого четырёхголосного контрапункта не лишено сходства с музыкальной композицией; четыре темы развивались в постоянном взаимодействии и порой сливались в могучий аккорд (…) Образы были убедительны не только вследствие обилия деталей, но и благодаря замечательному монтажу, который обострял свежесть их восприятия зрителем…» (Жорж Садуль[1])
- Фильм производил впечатление сюжетами обороны Вифлеема (1000 человек и свыше 300 лошадей), однако линия любовной интриги не удалась. Бланш Свит не смогла передать сложную борьбу чувств своей героини, охваченной внезапной любовью к человеку, которого она должна убить[2].

## В ролях
- Бланш Свит — Юдифь
- Генри Вольтхолл — Олоферн
- Мэй Марш — Наоми
- Роберт Харрон — Натан
- Лиллиан Гиш — молодая мать
- Дороти Гиш — искалеченная нищенка
- Гарри Кэри — предатель-ассириец

## Интересные факты
- Съёмки фильма были начаты в Калифорнии, а закончены в новых нью-йоркских студиях «Байографа»[1].
- В ноябре 1913 года фильм демонстрировался в Лондоне — на несколько недель раньше, чем в Нью-Йорке, и был встречен весьма сдержанно[1].
- Именно после этого фильма Гриффит разорвал свой договор с «Байограф» и перешёл к «независимым», в фирму «Маджестик», где некоторое время работал художественным руководителем[2].
- Автор сценария «Юдифи» Томас Бейли Олдрич создал его по мотивам собственной драмы, написанной им для бостонской актрисы Нэнс О’Нил[1].
- Фильм был поставлен в четырёх частях и нарушал таким образом установившийся стандарт[2].